# Alstom EC-362
Alstom EC-362 foi uma locomotiva elétrica produzida pela empresa francesa Alstom (anteriormente Alsthon) para a Ferrovia Paulista S/A. Somente duas locomotivas rodaram pelo Corredor de Exportação entre Mayrink e Boa Vista (sendo as locomotivas 2201 e 2202) por já terem vindo montadas da França, enquanto as demais nunca chegaram a rodar por terem vindo desmontadas.
Seu design é parte da classe de locomotivas Nez Cassé, uma família de locomotivas elétricas e diesel-elétricas francesas, construídas pela Alsthom de meados da década de 1960 até a década de 1980.

## História

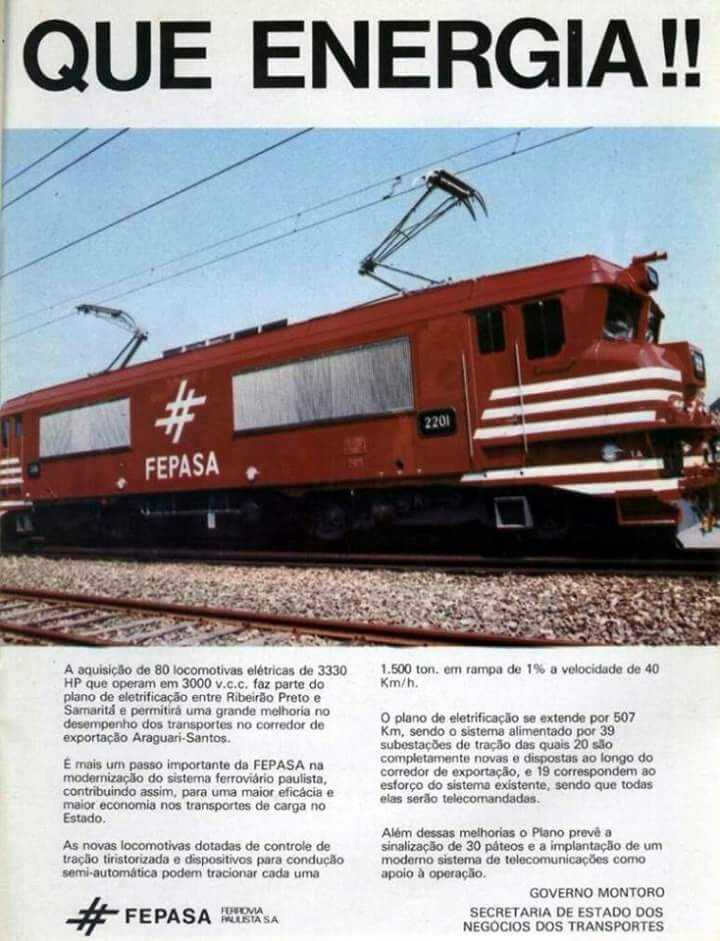
Publicidade sobre investimentos no Corredor de Exportação Araguari-Santos (1986).

Na tentativa de adequar o material rodante, em meados da década de 70 durante a gestão do ex-governador Paulo Egydio Martins, estabeleceu-se um contrato de US$ 306 milhões, assinado entre a Fepasa e CBE - Consórcio Brasileiro Europeu, visando possibilitar a ferrovia de realizar a eletrificação do Corredor de Exportação, afim de atender às projeções de produtividade, com o uso de modernas locomotivas elétricas.
Visto de uma maneira abrangente, envolvia o fornecimento de 80 locomotivas elétricas importadas da França (04 unidades completas e as demais, a serem montadas pela indústria nacional), 26 subestações de força e instalação de rede aérea em 700 Km de linha, de Guaianã até Uberaba. Considerava-se o mês de outubro de 1981 como o início da eficácia do contrato, consequentemente, passando a ser esta data o início do cronograma de recebimento de equipamentos e desencadeadas as obras nas linhas. Após 7 meses, ou seja, em julho de 1982 previa-se a chegada das 4 primeiras locomotivas, seguindo-se a partir deste mês, remessa de uma locomotiva a cada 20 dias, até completar o lote em fins de abril de 1984. Somente 02 foram entregues, em outubro de 1987.
Como a Fepasa não dispunha de recursos próprios para o investimento, foi criado um consórcio de fornecedores europeus, liderado pela Alsthon francesa, envolvendo também indústrias da Alemanha, Suíça e Bélgica, junto ao qual o Governo do Estado obteve crédito em troca da compra de equipamentos. Na área nacional, formou-se um consórcio de sete empresas afins, liderado pela Equipamentos de Tração Elétrica Ltda. (ETE), sediada em São Paulo. As empresas nacionais assumiriam parte da produção dos equipamentos para eletrificação, a construção das 26 novas subestações e montagem das 78 locomotivas.
Atrasos nos pagamentos e contenção de recursos fizeram com que o projeto sofresse mais de catorze modificações, sendo adaptado a cada novo governo. Na gestão do ex-governador Paulo Maluf, o então presidente da Fepasa, Chafic Jacob, optou por trabalhar com a eletrificação por corrente-contínua, ao contrário do antecessor, Walter Bodini, que havia escolhido a corrente-alternada. Outra modificação foi não mais eletrificar entre Uberaba a Ribeirão Preto.
Além dos atrasos causados pelas constantes revisões que o projeto sofreu, o plano de eletrificação ainda arcou com as conseqüências de um bloqueio feito pelo Banco Central na linha de crédito dos primeiros US$ 100 milhões disponíveis à Fepasa, em 1983, por conta da dívida interna do Estado de São Paulo. Vencido este problema, o projeto passou por nova paralisação de nove meses, entre fevereiro e novembro de 1986, quando a Emaq - Engenharia e Máquinas S/A, empresa com sede no Rio de Janeiro, entrou em concordata e logo a seguir com pedido de falência, que assustou a direção da Fepasa, pois uma de suas subsidiárias, a Emaq - Industrial S/A era a empresa que assumiu, no consórcio, a tarefa de montar as locomotivas no Brasil. A Emaq havia executado metade do serviço ao ser substituída pela General Electric, à qual vendeu as peças que fabricara.
Segundo o relatório do Tribunal de Contas do Estado de São Paulo realizado em 1991, constatou que o consórcio franco-brasileiro de empresas havia recebido 56,19 % do dinheiro das 70 locomotivas de bitola estreita, embora só tenham sido fabricados 39,37 % da encomenda. Quanto as 10 locomotivas de bitola larga, contratadas em 1992, não foi produzido um único parafuso, embora terem recebido 30 % do valor contratual.
Após vários anos, renegociações e pagamentos de aditivos, a Fepasa optou por abandonar o projeto.